# Rastreamento de conhecimento bayesiano
O rastreamento do conhecimento Bayesiano (Bayesian Knowledge Tracing) é um algoritmo muito utilizado em sistemas tutores inteligentes para modelar o nível de conhecimento de um aluno sobre tutoria do sistema.
Ele modela o conhecimento do aluno em um (Hidden Markov Model) modelo oculto de Markov como uma variável latente, atualizada observando-se as interações de cada aluno com as habilidades ensinadas pelo sistema.
Rastreamento do conhecimento Bayesiano assume que o conhecimento do é representado como um conjunto de variáveis binárias, uma por habilidade, onde a habilidade é aprendida pelo aluno ou não. As observações em rastreamento do conhecimento Bayesiano também são binários: um aluno recebe um problema e executa um passo certo ou errado. O sistema tutor inteligente geralmente usam o rastreamento do conhecimento Bayesiano para aprendizado de domínios e sequenciamento de problemas.

## Método[2]
O modelo de rastreamento do conhecimento Bayesiano utiliza quatro parâmentos:
- {\displaystyle p(L_{0})} ou {\displaystyle p-init}, é o conhecimento inicial do aluno.
- {\displaystyle p(T)} ou {\displaystyle p-transit}, é a probabilidade do estado do aluno trocar de "não sabe" para "sabe".
- {\displaystyle p(S)} ou {\displaystyle p-slip}, é a probabilidade de o aluno errar um problema por falta de atenção, ou seja sabendo a habilidade.
- {\displaystyle p(G)} ou {\displaystyle p-guess}, é a probabilidade do aluno acertar um problema por "sorte" ou sem saber a habilidade.

Assumindo que esses parâmetros estão definidos para todas as habilidades, as seguintes fórmulas são usadas: A probabilidade inicial de um aluno {\displaystyle u} aprender a habilidade {\displaystyle k} é definida como o parâmetro {\displaystyle p-init} para essa equação (a). Dependendo se o aluno aprendeu e aplica a habilidade {\displaystyle k} correta ou incorretamente, a probabilidade condicional é calculada usando a equação (b) para aplicação correta, ou usando a equação (c) para aplicação incorreta. A probabilidade condicional é usada para atualizar a probabilidade do aluno dominar a habilidade {\displaystyle k} para isso é usada a equação (d). Para calcular a probabilidade de o aluno aplicar corretamente a habilidade em um problema no futuro é calculada com a equação (e).
Equação (a):
{\displaystyle p(L_{1})_{u}^{k}=p(L_{0})^{k}}
Equação (b): 
{\displaystyle p(L_{t+1}|obs=correto)_{u}^{k}={\frac {p(L_{t})_{u}^{k}\cdot (1-p(S)^{k})}{p(L_{t})_{u}^{k}\cdot (1-p(S)^{k})+(1-p(L_{t})_{u}^{k})\cdot p(G)^{k}}}}
Equação (c): 
{\displaystyle p(L_{t+1}|obs=incorreto)_{u}^{k}={\frac {p(L_{t})_{u}^{k}\cdot p(S)^{k}}{p(L_{t})_{u}^{k}\cdot p(S)^{k}+(1-p(L_{t})_{u}^{k})\cdot (1-p(G)^{k})}}}
Equação (d):
{\displaystyle p(L_{t+1})_{u}^{k}=p(L_{t+1}|obs)_{u}^{k}+(1-p(L_{t+1}|obs)_{u}^{k})\cdot p(T)^{k}}
Equação (e):
{\displaystyle p(C_{t+1})_{u}^{k}=p(L_{t})_{u}^{k}\cdot (1-p(S)^{k})+(1-p(L_{t})_{u}^{k})\cdot p(G)^{k}}